# مرل ون دانگن
مرل ون دانگن (انگلیسی: Merel van Dongen؛ زادهٔ ۱۱ فوریهٔ ۱۹۹۳) بازیکن فوتبال اهل پادشاهی هلند است.
از باشگاه‌هایی که در آن بازی کرده‌است می‌توان به باشگاه فوتبال زنان اتلتیکو مادرید اشاره کرد.
وی همچنین در تیم ملی فوتبال زنان هلند بازی کرده‌است.